# 西加納町
西加納町（にしかのうちょう）は、かつて岐阜県稲葉郡に存在した町である。
江戸時代に中山道の加納宿の宿場町、加納藩の城下町であり、西加納町は加納城の西の地域である。

## 歴史
- この地域は美濃国厚見郡であった。
- 1601年（慶長6年） - 徳川家康の命により中山道が整備され、加納宿が設置される。
- 1601年（慶長6年） - 岐阜城が破却され、加納城が築城される。加納城は加納藩主の居城となる。
- 江戸時代、加納は中山道の宿場町と加納城の城下町の両方の特徴をもった町となり、加納藩領であった。
- 1868年（明治元年） - 加納には24の町（本町1 - 9丁目、加納1 - 5丁目、加納長刀堀、天神町、魚屋町、田町、七軒町、広江町、新町、柳町、安良町、八幡町）が存在した。
- 1883年（明治16年） - 旧加納宿のうち、加納1 - 5丁目、加納長刀堀が合併し発足。
- 1889年（明治22年）7月1日 - 町村制施行により西加納町が発足。
- 1897年（明治30年）4月1日[2] - 厚見郡、各務郡、方県郡の一部が合併して稲葉郡となる。
- 1897年（明治30年）4月1日 - 東加納町、下加納村と合併し加納町が発足。同日西加納町廃止。

## 旧跡・観光・特産品
- 加納宿
- 加納城跡：国の史跡。